# NHL '94
NHL '94 è un videogioco sportivo di hockey su ghiaccio. Terzo titolo della serie NHL dell'EA Sports, è stato pubblicato per Sega Mega Drive, Sega Mega CD e SNES. La versione DOS del gioco è nota con il titolo di NHL Hockey. La versione per Sega Mega Drive è inoltre presente anche nella versione per PlayStation 2 di NHL 06.
Il videogioco compare al 47º posto della classifica "Top 100 Games of All Time" stilata da IGN.